# Afrotyphlops lineolatus
Afrotyphlops lineolatus — вид змій родини сліпунів (Typhlopidae). Мешкає в Африці на південь від Сахари.

## Поширення і екологія
Afrotyphlops lineolatus широко поширені в Субсахарській Африці, від Сенегалу на схід до Ефіопії, Кенії і Танзанії та до північної Анголи. Вони живуть в саванах, сухих рідколіссях і чагарникових заростях, на узліссях вологих тропічних лісів та на високогірних луках. Зустрічаються на висоті до 2600 м над рівнем моря. Живляться мурахами і термітами. Відкладають яйця.